# Saint-Philippe-du-Seignal
Pour les articles homonymes, voir Saint-Philippe.
Saint-Philippe-du-Seignal est une commune du sud-ouest de la France, située dans le département de la Gironde, en région Nouvelle-Aquitaine.
Ses habitants(es) sont appelés Philippiens(nes).

## Géographie

### Localisation
Saint-Philippe-du-Seignal est une commune intégrée à la communauté de communes du pays Foyen, située à l'extrême est de la Gironde et limitrophe du département de la Dordogne. Elle s'étend sur 338 hectares. Son altitude varie de 27 à 113 m au point le plus haut, au relais hertzien. À l'est et au nord, elle est délimitée par le ruisseau le Seignal.

### Communes limitrophes
Saint-Philippe-du-Seignal est limitrophe de quatre autres communes, dont une dans le département de la Dordogne.
Les communes limitrophes sont Saint-Avit-Saint-Nazaire, Razac-de-Saussignac, Ligueux et Pineuilh.
|          |                           | Saint-Avit-Saint-Nazaire       |
| Pineuilh | Saint-Philippe-du-Seignal |                                |
|          | Ligueux                   | Razac-de-Saussignac (Dordogne) |

### Climat
Pour des articles plus généraux, voir Climat de la Nouvelle-Aquitaine et Climat de la Gironde.
Historiquement, la commune est exposée à un climat océanique aquitain.  
En 2020, Météo-France publie une typologie des climats de la France métropolitaine dans laquelle la commune est exposée à un climat océanique et est dans la région climatique  Aquitaine, Gascogne, caractérisée par une pluviométrie abondante au printemps, modérée en automne, un faible ensoleillement au printemps, un été chaud (19,5 °C), des vents faibles, des brouillards fréquents en automne et en hiver et des orages fréquents en été (15 à 20 jours).
Pour la période 1971-2000, la température annuelle moyenne est de 12,7 °C, avec une amplitude thermique annuelle de 14,9 °C. Le cumul annuel moyen de précipitations est de 801 mm, avec 12,1 jours de précipitations en janvier et 6,6 jours en juillet. Pour la période 1991-2020, la température moyenne annuelle observée sur la station météorologique la plus proche, située sur la commune de Port-Sainte-Foy-et-Ponchapt à 4 km à vol d'oiseau, est de 13,8 °C et le cumul annuel moyen de précipitations est de 809,4 mm,. Pour l'avenir, les paramètres climatiques de la commune estimés pour 2050 selon différents scénarios d’émission de gaz à effet de serre sont consultables sur un site dédié publié par Météo-France en novembre 2022.

## Urbanisme

### Typologie
Au 1er janvier 2024, Saint-Philippe-du-Seignal est catégorisée commune rurale à habitat dispersé, selon la nouvelle grille communale de densité à sept niveaux définie par l'Insee en 2022.
Elle appartient à l'unité urbaine de Bergerac, une agglomération inter-départementale regroupant 22  communes, dont elle est une commune de la banlieue,,. Par ailleurs la commune fait partie de l'aire d'attraction de Pineuilh, dont elle est une commune de la couronne,. Cette aire, qui regroupe 16 communes, est catégorisée dans les aires de moins de 50 000 habitants,.

### Occupation des sols

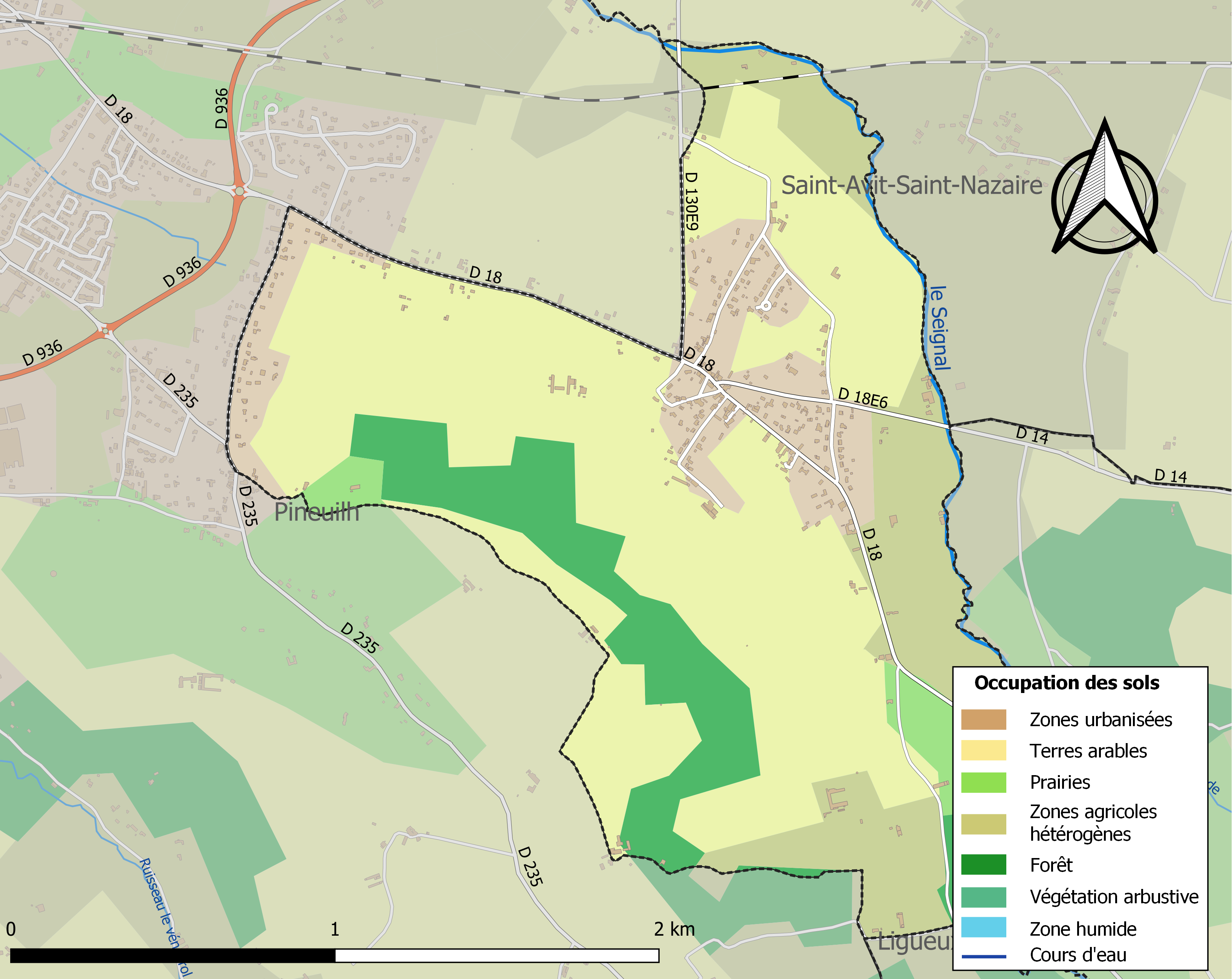
Carte des infrastructures et de l'occupation des sols de la commune en 2018 (CLC).

L'occupation des sols de la commune, telle qu'elle ressort de la base de données européenne d’occupation biophysique des sols Corine Land Cover (CLC), est marquée par l'importance des territoires agricoles (74,5 % en 2018), en diminution par rapport à 1990 (81 %). La répartition détaillée en 2018 est la suivante : 
cultures permanentes (54,1 %), zones agricoles hétérogènes (16,4 %), zones urbanisées (12,7 %), forêts (12,7 %), prairies (4,1 %). L'évolution de l’occupation des sols de la commune et de ses infrastructures peut être observée sur les différentes représentations cartographiques du territoire : la carte de Cassini (XVIIIe siècle), la carte d'état-major (1820-1866) et les cartes ou photos aériennes de l'IGN pour la période actuelle (1950 à aujourd'hui).

### Hameaux et lieux-dits
Outre le bourg de Saint-Philippe-du-Seignal, le territoire se compose des hameaux et lieux-dits suivants :
- à Barathon
- au Moulin
- aux Lucquets
- aux Moulins
- Biset
- Bourgognade
- Fonsalade
- Goubière
- Guillaume Blanc
- Jau-Fumat
- la Bourguette
- la Grande Métairie
- les Bories
- les Granges
- Pas des Ouailles
- Pièces du Pont
- Plaine de Pineuilh
- Près du Seignal
- Rochers de Pineuilh
- Sémelot

### Risques majeurs
Le territoire de la commune de Saint-Philippe-du-Seignal est vulnérable à différents aléas naturels : météorologiques (tempête, orage, neige, grand froid, canicule ou sécheresse) et séisme (sismicité très faible). Il est également exposé à un risque technologique, la rupture d'un barrage. Un site publié par le BRGM permet d'évaluer simplement et rapidement les risques d'un bien localisé soit par son adresse soit par le numéro de sa parcelle.

#### Risques naturels

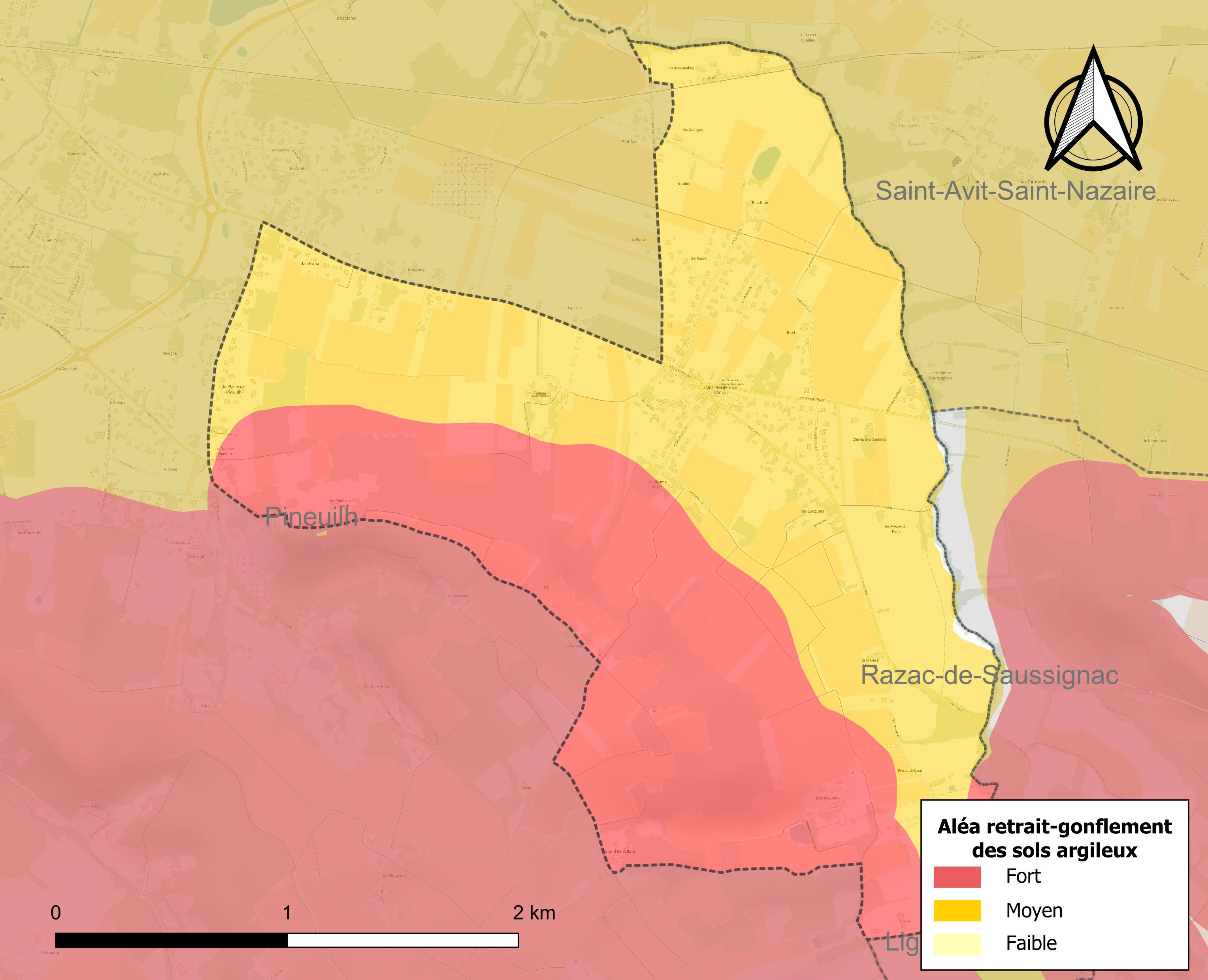
Carte des zones d'aléa retrait-gonflement des sols argileux de Saint-Philippe-du-Seignal.

Le retrait-gonflement des sols argileux est susceptible d'engendrer des dommages importants aux bâtiments en cas d’alternance de périodes de sécheresse et de pluie. 99,7 % de la superficie communale est en aléa moyen ou fort (67,4 % au niveau départemental et 48,5 % au niveau national). Sur les 229 bâtiments dénombrés sur la commune en 2019, 229 sont en aléa moyen ou fort, soit 100 %, à comparer aux 84 % au niveau départemental et 54 % au niveau national. Une cartographie de l'exposition du territoire national au retrait gonflement des sols argileux est disponible sur le site du BRGM,.
La commune a été reconnue en état de catastrophe naturelle au titre des dommages causés par les inondations et coulées de boue survenues en 1982, 1990, 1999 et 2009.

#### Risques technologiques
La commune est en outre située en aval du  barrage de Bort-les-Orgues, un ouvrage sur la Dordogne de classe A soumis à PPI, disposant d'une retenue de 477 millions de mètres cubes. À ce titre elle est susceptible d’être touchée par l’onde de submersion consécutive à la rupture de cet ouvrage.

## Histoire
L'histoire de Saint-Philippe-du-Seignal se rattache à celle de Sainte-Foy-la-Grande. Jusqu'à la création des communes en 1790, la paroisse de Sainte-Foy faisait bourse commune avec les paroisses voisines dont Saint-Philippe. Toutes les paroisses avaient des recettes d'impôts communes et leurs dépenses d'investissement et de fonctionnement étaient aussi mises en commun.
Ce territoire renfermait de nombreuses métairies appartenant à des bourgeois foyens qui exerçaient, dans leur ville, des professions de marchands ou gens de robe (notaire, juge...).
La plupart des terres étant inondables, le chènevis était la seule plante qui pouvait y être cultivée. En broyant les tiges, on en extrayait le chanvre. Dans les années 1620, on dénombrait à Saint-Philippe-du-Seignal trois tisserands, deux filasseurs (fabricants de cordages) et deux tailleurs d'habits.
Les vestiges de plusieurs moulins, à eau et à vent, attestent du caractère rural de la commune. Aujourd'hui, malgré l'existence de quelques cultures céréalières et de prairies, la viticulture prédomine comme le montre la présence de plusieurs domaines viticoles : Château Guillaume Blanc, Château La Bourguette, Château Bourgognade, Terrier de Fonsalade, Barathon.

## Équipements, services et vie locale

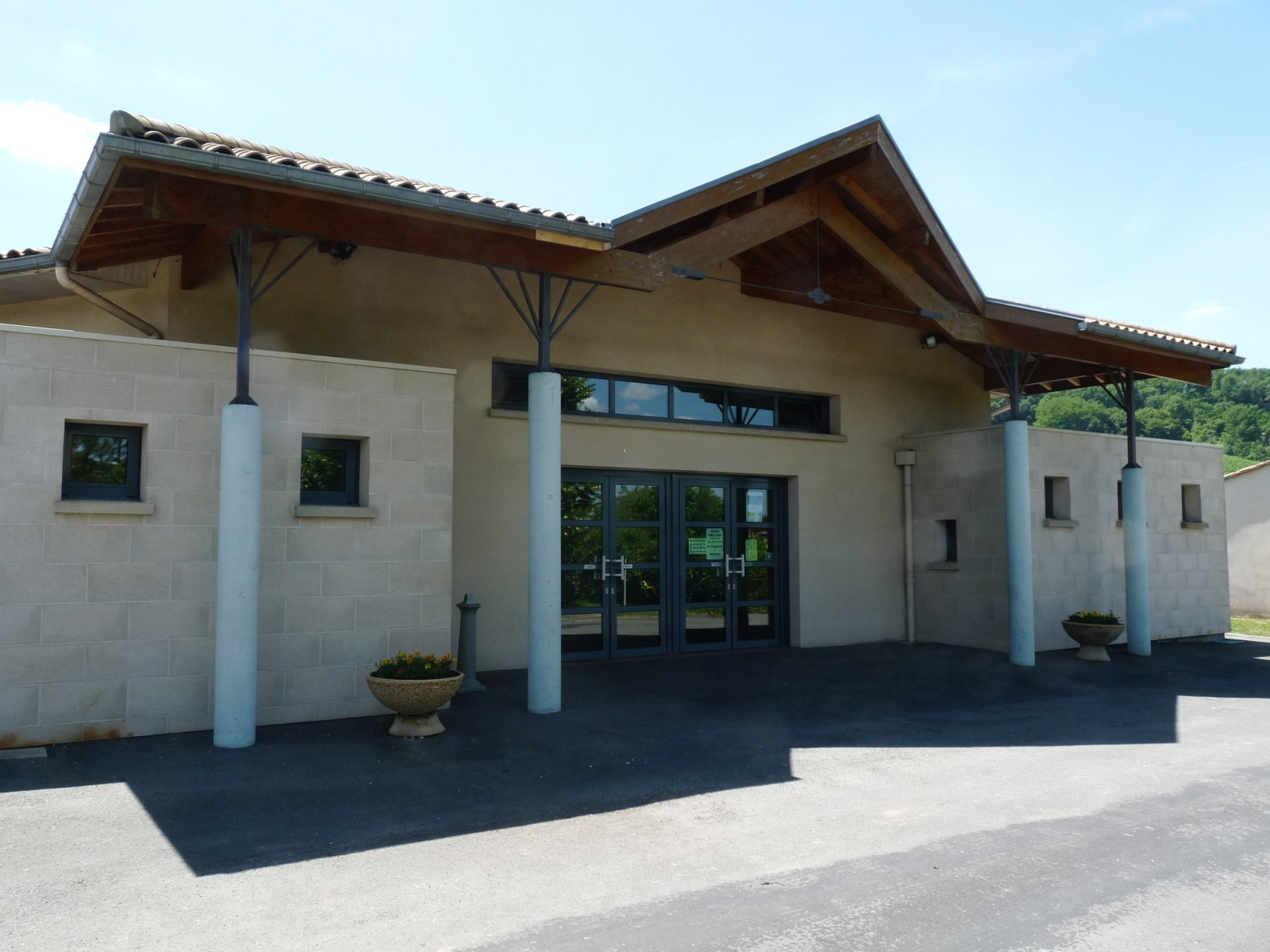
La salle des fêtes.

## Démographie
L'évolution du nombre d'habitants est connue à travers les recensements de la population effectués dans la commune depuis 1800. Pour les communes de moins de 10 000 habitants, une enquête de recensement portant sur toute la population est réalisée tous les cinq ans, les populations de référence des années intermédiaires étant quant à elles estimées par interpolation ou extrapolation. Pour la commune, le premier recensement exhaustif entrant dans le cadre du nouveau dispositif a été réalisé en 2005.

En 2022, la commune comptait 498 habitants, en évolution de +3,75 % par rapport à 2016 (Gironde : +6,91 %, France hors Mayotte : +2,11 %).
| 1800 | 1806 | 1821 | 1831 | 1836 | 1841 | 1846 | 1851 | 1856 |
| ---- | ---- | ---- | ---- | ---- | ---- | ---- | ---- | ---- |
| 270  | 273  | 292  | 282  | 270  | 257  | 277  | 254  | 266  |

| 1861 | 1866 | 1872 | 1876 | 1881 | 1886 | 1891 | 1896 | 1901 |
| ---- | ---- | ---- | ---- | ---- | ---- | ---- | ---- | ---- |
| 272  | 270  | 280  | 262  | 251  | 246  | 251  | 248  | 228  |

| 1906 | 1911 | 1921 | 1926 | 1931 | 1936 | 1946 | 1954 | 1962 |
| ---- | ---- | ---- | ---- | ---- | ---- | ---- | ---- | ---- |
| 229  | 234  | 223  | 226  | 223  | 269  | 262  | 249  | 227  |

| 1968 | 1975 | 1982 | 1990 | 1999 | 2005 | 2006 | 2010 | 2015 |
| ---- | ---- | ---- | ---- | ---- | ---- | ---- | ---- | ---- |
| 249  | 289  | 342  | 389  | 394  | 446  | 453  | 461  | 486  |

| 2020 | 2022 | - | - | - | - | - | - | - |
| ---- | ---- | - | - | - | - | - | - | - |
| 502  | 498  | - | - | - | - | - | - | - |

## Lieux et monuments
- L'église paroissiale Saint-Philippe, de style néo-roman.

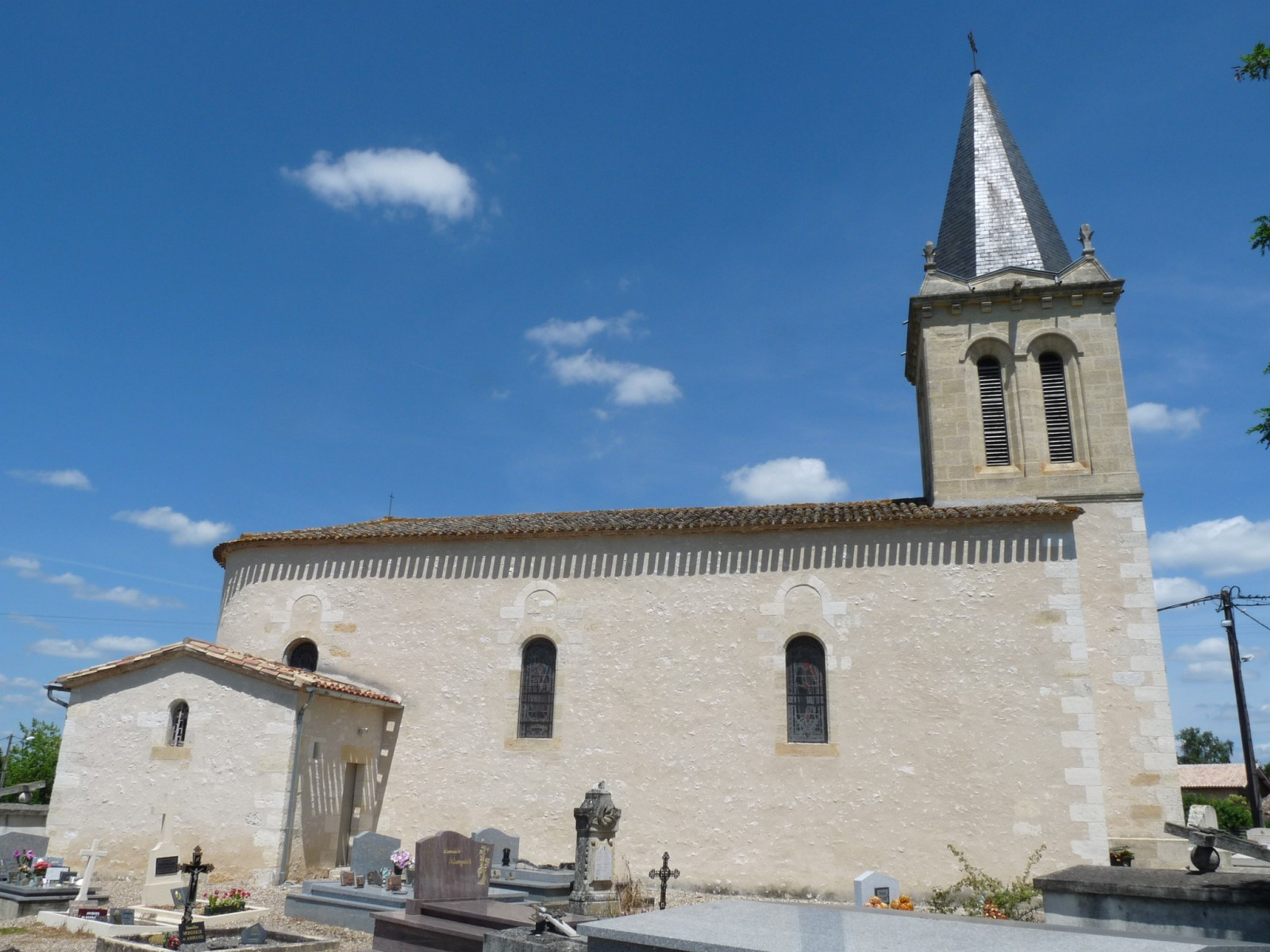
L'église Saint-Philippe.
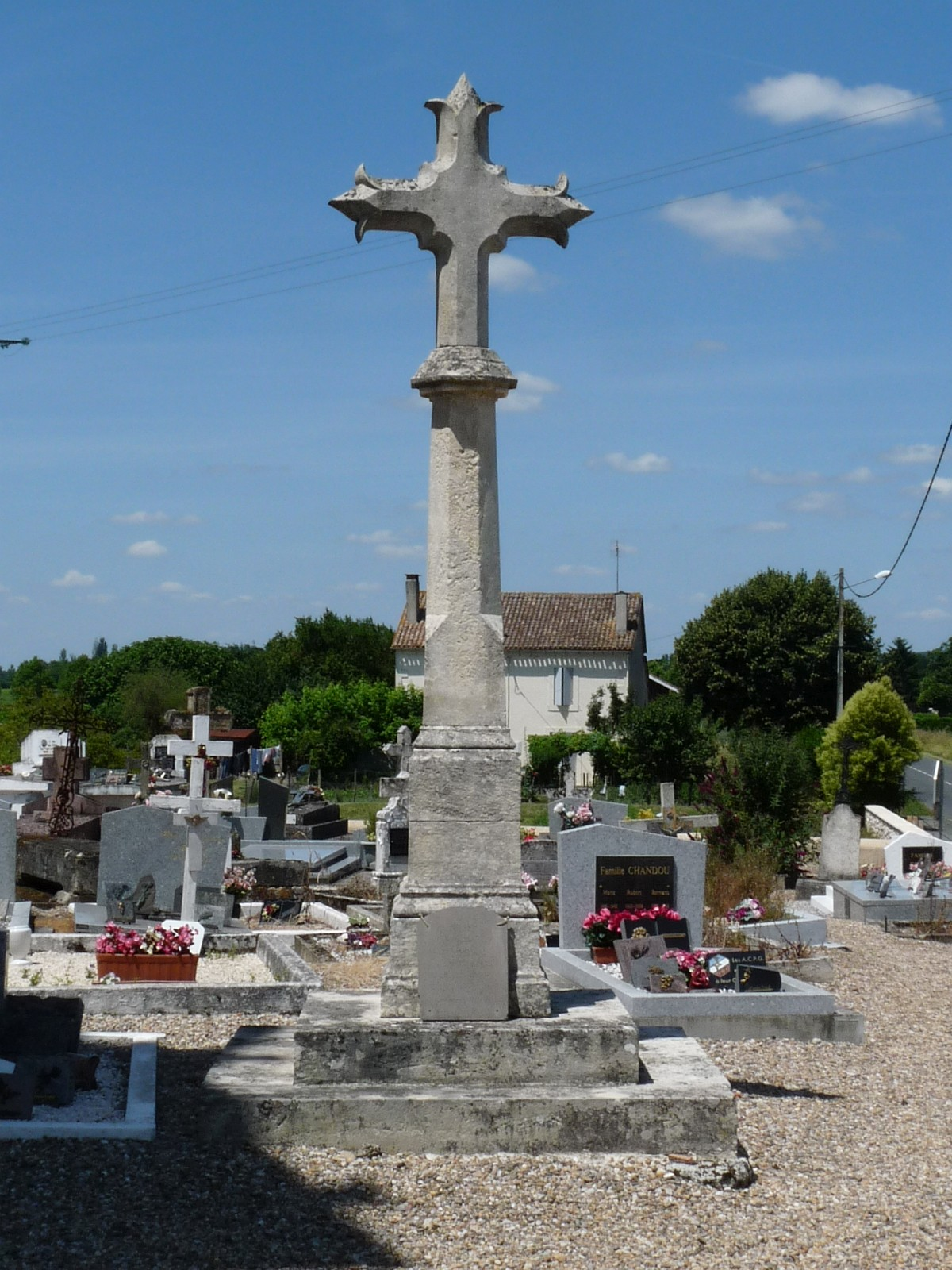
Croix de cimetière.
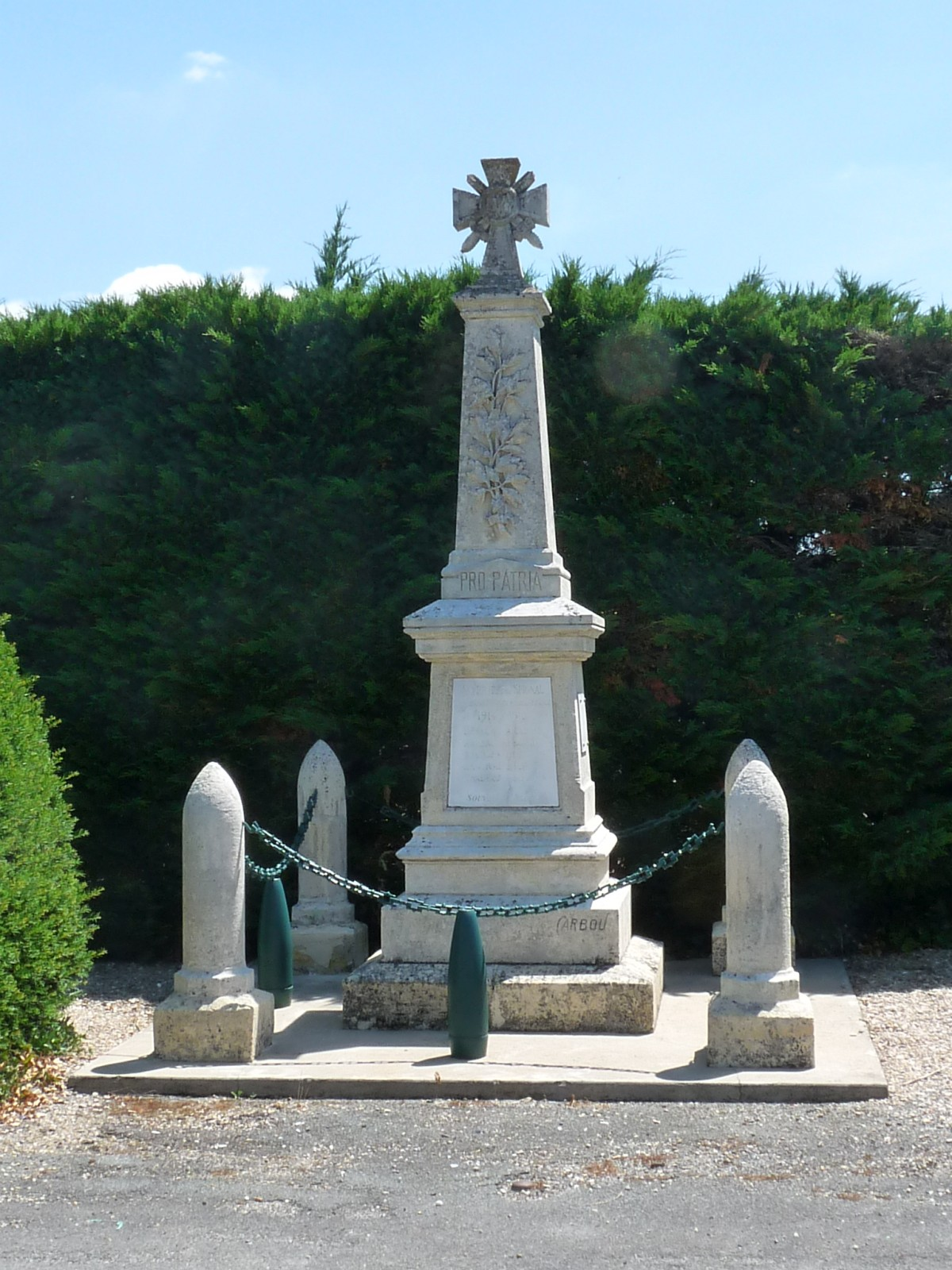
Monument aux morts.
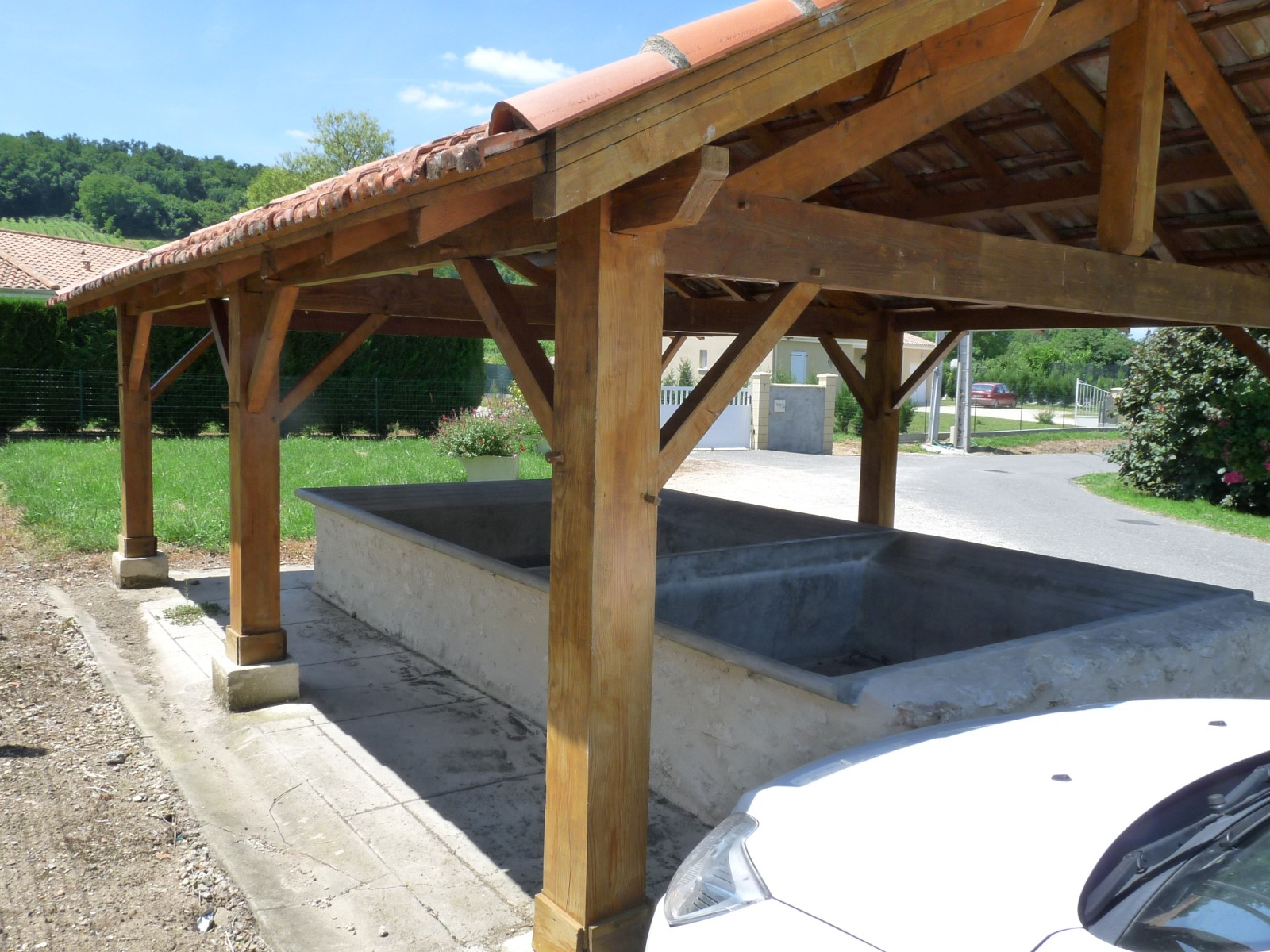
Lavoir.